# Isabel da Arménia
Isabel I da Arménia (em armênio/arménio:  Զապել), ou Zabel I, (27 de janeiro de 1216 - Ked, 23 de janeiro de 1252) foi Rainha Reinante do Reino Arménio da Cilícia entre 1219 e 1252.

## Biografia
Isabel foi proclamada Rainha sob regência de Adão de Bagras, mas este foi assassinado. É Constantino de Barbaron, da dinastia hetúmida, quem toma o seu lugar. Com isto, Raimundo Rubem de Antioquia, neto de Rubem III (irmão mais velho de Leão II da Arménia, pai de Isabel) reivindicou o trono arménio para si próprio, mas acabou por ser derrotado, capturado e morto.
Constantino de Barbaron foi convencido a procurar uma aliança com Boemundo IV de Antioquia, comprometendo a jovem Isabel com Filipe, filho de Boemundo. Contudo, Filipe ofendeu a sensibilidade dos Arménios, enviando a Coroa Real para Antioquia; com isto, foi preso em Sis (atualmente Kozan na Turquia), onde morreu, possivelmente envenenado.
Assim, a infeliz Isabel foi forçada a casar com Hetum, filho do seu regente; Apesar de se ter recusado a viver com ele, Isabel acabou, mais tarde, por aceitá-lo. A unificação dinástica entre as duas principais famílias arménias (os rubênidas e os hetúmidas) graças a este casamento, pôs fim a um século de de rivalidades territoriais e dinásticas, e trouxe os hetúmidas para a frente da política do Reino.
Isabel governou o Reino conjuntamente com o marido, Hetum, e levou uma vida religiosa e piedosa. Foi abençoada pelas suas boas ações e pela vida exemplar, graças à numerosa descendência que deu a Hetum. — Vahram de Edessa: A Crónica Rimada da Arménia Menor
Isabel faleceu em 1252, após 33 anos de reinado. O seu marido sobreviveu-lhe e continuou a governar o reino sozinho até à sua morte.

## Casamento e descendência
A 25 de janeiro de 1221, Isabel casou-se com Filipe de Antioquia, filho de Boemundo IV de Antioquia. Não houve descendência deste matrimónio, visto que Filipe morre, possivelmente envenenado, um ano depois, em 24 de janeiro de 1222.
A 14 de maio de 1226, a rainha casa-se de novo, desta vez com Hetum da Arménia, filho de Constantino de Barbaron, seu regente. Um mês após é coroado rei, passando a governar em conjunto com a esposa. Deste casamento houve a seguinte descendência:
- Eufémia (?-1309), casada com Juliano de Sidon (?- 11 de janeiro de 1275);
- Maria (?- 1310), casada com Guido de Ibelin (1235/1240-após 1270);
- Sibila (c. 1240-1290), casada com Boemundo VI de Antioquia (1237 - 11 de março de 1275);
- Rita (?), esposa de Constantino de Servantikar;
- Leão III (24 de janeiro de 1236 ou 23 de Janeiro de 1237-6 de fevereiro de 1289), sucedeu ao pai em 1270 (a mãe morrera em 1252);
- Teodoro (1244-24 de agosto de 1266)
- Isabel (?-1268)